# Hockey su ghiaccio ai V Giochi olimpici invernali
Il torneo di hockey su ghiaccio dei V Giochi olimpici invernali del 1948, svoltosi venti anni dopo la prima volta sempre presso il St. Moritz Olympic Ice Rink di Sankt Moritz, in Svizzera, fu considerato valido anche come 15º campionato del mondo di hockey su ghiaccio e 26º campionato europeo organizzato dalla International Ice Hockey Federation.
Il torneo di svolse nel periodo fra il 30 gennaio e l'8 febbraio 1948. Vi presero parte nove squadre, raggruppate in un unico girone all'italiana con gare di sola andata; la classifica finale del girone determinò l'assegnazione delle medaglie. Il Canada riuscì a imporsi per la quinta volta in sei edizioni, tuttavia fu prima a pari merito con la Cecoslovacchia, che aveva una differenza reti inferiore (+62 contro +64 dei nordamericani). Al terzo posto giunsero i padroni di casa della Svizzera. Il torneo fu segnato dallo scandalo delle due rappresentative degli Stati Uniti; infatti ancor prima dell'inizio delle competizioni erano giunte in Svizzera due squadre: una era sponsorizzata dall'ente dilettantistico Amateur Athletic Union (AAU) e dal Comitato Olimpico degli Stati Uniti (USOC), ufficialmente incaricata di selezionare i giocatori da inviare ai Giochi olimpici. L'altra squadra invece era promossa dalla Amateur Hockey Association (AHA) e dalla federazione internazionale. La stessa IIHF, guidata da Wilhelm Bernfeld, era addetta all'approvazione delle squadre inviate in occasione delle olimpiadi. La AHA permise apertamente ai professionisti di entrare a far parte del contingente olimpico, mentre la AAU aveva inviato una squadra di dilettanti. Non si arrivò a nessun accordo neppure a ridosso dell'inizio delle gare, che rischiarono di essere annullate. Il Comitato Olimpico Internazionale inizialmente decise che nessuna delle due squadre era ammessa, e il comitato locale svizzero, temendo che la federazione internazionale annullasse l'evento, ignorò le disposizioni del CIO e fece giocare la squadra dei professionisti della AHA, mentre alla squadra AAU fu concesso l'onore di marciare durante la cerimonia di apertura dei Giochi olimpici. Le parti si accordarono e permisero agli Stati Uniti di schierare una loro squadra, tuttavia i risultati sarebbero valsi solo per il campionato mondiale, mentre a livello olimpico la squadra fu squalificata.

## Partecipanti
Parteciparono al terzo torneo olimpico nove rappresentative nazionali provenienti da due continenti, con un numero variabile di giocatori.
- Austria (15)
- Canada (12)
- Cecoslovacchia (17)
- Italia (17)
- Polonia (17)
- Regno Unito (14)
- Stati Uniti (14)
- Svezia (16)
- Svizzera (17)

## Torneo
| Sankt Moritz 30 gennaio 1948, ore 11:00 | Svizzera | 5 – 4 (1-0; 1-1; 3-3) | Stati Uniti | St. Moritz Olympic Ice Rink |

| Sankt Moritz 30 gennaio 1948, ore 14:00 | Canada | 3 – 1 (1-1; 1-0; 1-0) | Svezia | St. Moritz Olympic Ice Rink |

| Sankt Moritz 30 gennaio 1948, ore 14:00 | Polonia | 7 – 5 (0-2; 4-2; 3-1) | Austria | Palace-Hotel |

| Sankt Moritz 30 gennaio 1948, ore 14:00 | Cecoslovacchia | 22 – 3 (6-0; 10-1; 6-2) | Italia | Suvretta-Haus |

| Sankt Moritz 31 gennaio 1948, ore 10:30 | Stati Uniti | 23 – 4 (5-0; 9-1; 9-3) | Polonia | Palace-Hotel |

| Sankt Moritz 31 gennaio 1948, ore 14:00 | Cecoslovacchia | 6 – 3 (3-2; 3-1; 0-0) | Svezia | St. Moritz Olympic Ice Rink |

| Sankt Moritz 31 gennaio 1948, ore 14:00 | Svizzera | 16 – 0 (4-0; 9-0; 3-0) | Italia | Palace-Hotel |

| Sankt Moritz 31 gennaio 1948, ore 14:00 | Regno Unito | 5 – 4 (1-2; 1-1; 3-1) | Austria | Suvretta-Haus |

| Sankt Moritz 1º febbraio 1948, ore 10:00 | Canada | 3 – 0 (1-0; 1-0; 1-0) | Regno Unito | Palace-Hotel |

| Sankt Moritz 1º febbraio 1948, ore 10:00 | Stati Uniti | 31 – 1 (6-0; 11-1; 14-0) | Italia | Suvretta-Haus |

| Sankt Moritz 1º febbraio 1948, ore 15:00 | Svizzera | 11 – 2 (2-2; 3-0; 6-0) | Austria | Palace-Hotel |

| Sankt Moritz 1º febbraio 1948, ore 15:00 | Cecoslovacchia | 13 – 1 (2-0; 5-1; 6-0) | Polonia | Suvretta-Haus |

| Sankt Moritz 2 febbraio 1948, ore 10:00 | Svezia | 7 – 1 (3-1; 1-0; 3-0) | Austria | Palace-Hotel |

| Sankt Moritz 2 febbraio 1948, ore 15:00 | Canada | 15 – 0 (5-0; 6-0; 4-0) | Polonia | Suvretta-Haus |

| Sankt Moritz 2 febbraio 1948, ore 15:00 | Cecoslovacchia | 11 – 4 (4-1; 6-1; 1-2) | Regno Unito | St. Moritz Olympic Ice Rink |

| Sankt Moritz 3 febbraio 1948, ore 10:00 | Canada | 21 – 1 (11-0; 6-0; 4-1) | Italia | Suvretta-Haus |

| Sankt Moritz 3 febbraio 1948, ore 10:00 | Stati Uniti | 5 – 2 (2-0; 2-1; 1-1) | Svezia | Palace-Hotel |

| Sankt Moritz 4 febbraio 1948, ore 8:00 | Cecoslovacchia | 17 – 3 (4-0; 5-1; 8-2) | Austria | Suvretta-Haus |

| Sankt Moritz 4 febbraio 1948, ore 8:00 | Svizzera | 12 – 3 (5-2; 5-1; 2-0) | Regno Unito | St. Moritz Olympic Ice Rink |

| Sankt Moritz 4 febbraio 1948, ore 10:00 | Polonia | 13 – 7 (3-1; 6-2; 4-4) | Italia | St. Moritz Olympic Ice Rink |

| Sankt Moritz 5 febbraio 1948, ore 8:00 | Svizzera | 8 – 2 (3-0; 3-1; 2-1) | Svezia | St. Moritz Olympic Ice Rink |

| Sankt Moritz 5 febbraio 1948, ore 8:00 | Regno Unito | 7 – 2 (2-0; 1-1; 4-1) | Polonia | Suvretta-Haus |

| Sankt Moritz 5 febbraio 1948, ore 9:00 | Canada | 12 – 3 (3-1; 4-0; 5-2) | Stati Uniti | Suvretta-Haus |

| Sankt Moritz 5 febbraio 1948, ore 10:00 | Austria | 16 – 5 (3-4; 6-0; 5-1) | Italia | St. Moritz Olympic Ice Rink |

| Sankt Moritz 6 febbraio 1948, ore 8:00 | Canada | 0 – 0 (0-0; 0-0; 0-0) | Cecoslovacchia | Suvretta-Haus |

| Sankt Moritz 6 febbraio 1948, ore 8:00 | Svizzera | 14 – 0 (8-0; 5-0; 1-0) | Polonia | Suvretta-Haus |

| Sankt Moritz 6 febbraio 1948, ore 8:00 | Svezia | 4 – 3 (1-2; 1-1; 2-0) | Regno Unito | Palace-Hotel |

| Sankt Moritz 6 febbraio 1948, ore 10:00 | Stati Uniti | 13 – 2 (4-2; 4-0; 5-0) | Austria | St. Moritz Olympic Ice Rink |

| Sankt Moritz 7 febbraio 1948, ore 8:00 | Stati Uniti | 4 – 3 (1-1; 2-0; 1-2) | Regno Unito | Palace-Hotel |

| Sankt Moritz 7 febbraio 1948, ore 9:00 | Svezia | 23 – 0 (6-0; 10-0; 7-0) | Italia | Suvretta-Haus |

| Sankt Moritz 7 febbraio 1948, ore 9:00 | Svizzera | 1 – 7 (0-1; 1-2; 0-4) | Cecoslovacchia | St. Moritz Olympic Ice Rink |

| Sankt Moritz 7 febbraio 1948, ore 10:00 | Canada | 12 – 0 (5-0; 5-0; 2-0) | Austria | Palace-Hotel |

| Sankt Moritz 8 febbraio 1948, ore 10:00 | Regno Unito | 14 – 7 (6-2; 5-3; 3-2) | Italia | Palace-Hotel |

| Sankt Moritz 8 febbraio 1948, ore 10:00 | Svezia | 13 – 2 (5-1; 4-1; 4-0) | Polonia | Suvretta-Haus |

| Sankt Moritz 8 febbraio 1948, ore 10:00 | Cecoslovacchia | 4 – 3 (3-1; 1-2; 0-0) | Stati Uniti | St. Moritz Olympic Ice Rink |

| Sankt Moritz 8 febbraio 1948, ore 13:45 | Svizzera | 0 – 3 (0-1; 0-1; 0-1) | Canada | St. Moritz Olympic Ice Rink |

| Pos. |                | PG | V | N | P | GF | GS  | DR   | Pt |
| 1.   | Canada         | 8  | 7 | 1 | 0 | 69 | 5   | +64  | 15 |
| 2.   | Cecoslovacchia | 8  | 7 | 1 | 0 | 80 | 18  | +62  | 15 |
| 3.   | Svizzera       | 8  | 6 | 0 | 2 | 67 | 21  | +46  | 12 |
| 4.   | Svezia         | 8  | 4 | 0 | 4 | 55 | 28  | +27  | 8  |
| 5.   | Regno Unito    | 8  | 3 | 0 | 5 | 39 | 47  | -8   | 6  |
| 6.   | Polonia        | 8  | 2 | 0 | 6 | 29 | 97  | -68  | 4  |
| 7.   | Austria        | 8  | 1 | 0 | 7 | 33 | 77  | -44  | 2  |
| 8.   | Italia         | 8  | 0 | 0 | 8 | 24 | 156 | -132 | 0  |
| DSQ  | Stati Uniti    | 8  | 5 | 0 | 3 | 86 | 33  | +53  | 10 |

## Graduatoria finale
| Pos | Squadra        |
| --- | -------------- |
|     | Canada         |
|     | Cecoslovacchia |
|     | Svizzera       |
| 4   | Svezia         |
| 5   | Regno Unito    |
| 6   | Polonia        |
| 7   | Austria        |
| 8   | Italia         |
| DSQ | Stati Uniti    |

| Campione olimpico di hockey su ghiaccio 1948 |
| Canada 5º titolo                             |

| Pos | Squadra        | Formazione |
| --- | -------------- | --- |
|     | Canada         | Hubert Brooks, Murray Dowey, Frank Dunster, Roy Forbes, Andy Gilpin, Orval Gravelle, Patsy Guzzo, Wally Halder, Ted Hibberd, Ross King, André Laperrière, Louis Lecompte, Pete Leichnitz, George Mara, Ab Renaud, Reg Schroeter, Irving Taylor, All.: Frank Boucher                                                  |
|     | Cecoslovacchia | Vladimír Bouzek, Gustav Bubník, Jaroslav Drobný, Přemysl Hajný, Zdeněk Jarkovský, Vladimír Kobranov, Stanislav Konopásek, Bohumil Modrý, Miloslav Pokorný, Václav Roziňák, Miroslav Sláma, Karel Stibor, Vilibald Šťovík, Ladislav Troják, Josef Trousílek, Oldřich Zábrodský, Vladimír Zábrodský, All.: Mike Buckna |
|     | Svizzera       | Hans Bänninger, Fredy Bieler, Hanggi Boller, Ferdinand Cattini, Hans Cattini, Hans Dürst, Walter Paul Dürst, Emil Handschin, Werner Lohrer, Heini Lohrer, Reto Perl, Ulrich Poltera, Gebhard Poltera, Beat Rüedi, Otto Schubiger, Bibi Torriani, Hans-Martin Trepp, All.: Wyn Cook                                   |
| 7   | Austria        | Franz Csöngei, Fritz Demmer, Egon Engel, Walter Feistritzer, Gustl Specht, Fredl Huber, Julius Juhn, Oskar Nowak, Jörg Reichel, Hans Schneider, Willibald Stanek, Herbert Ulrich, Fritz Walter, Helfried Winger, Rudolf Wurmbrand, Albert Böhm, Adolf Hafner, All.: Franz Csöngei                                    |
| 8   | Italia         | Claudio Apollonio, Giancarlo Bassi, Mario Bedogni, Luigi Bestagini, Giancarlo Bucchetti, Carlo Bulgheroni, Ignazio Dionisi, Arnaldo Fabris, Vincenzo Fardella, Aldo Federici, Umberto Gerli, Dino Innocenti, Dino Menardi, Costanzo Mongini, Otto Rauth, Franco Rossi, Gianantonio Zopegni, All.: Othmar Delnon      |

## Campionato europeo
Il torneo fu valido anche per il 26º campionato europeo e venne utilizzata la graduatoria finale dell'evento olimpico per determinare le posizioni in classifica; a trionfare fu la Cecoslovacchia.
| Pos | Squadra        |
| --- | -------------- |
|     | Cecoslovacchia |
|     | Svizzera       |
|     | Svezia         |
| 4   | Regno Unito    |
| 5   | Polonia        |
| 6   | Austria        |
| 7   | Italia         |